# Arrondissement de Huy
Arrondissement de Huy är ett arrondissement i Belgien.   Det ligger i provinsen Liège och regionen Vallonien, i den centrala delen av landet, 70 kilometer sydost om huvudstaden Bryssel.
Trakten runt Arrondissement de Huy består till största delen av jordbruksmark. Runt Arrondissement de Huy är det ganska tätbefolkat, med 104 invånare per kvadratkilometer.

## Kommuner
Följande kommuner ingår i arrondissementet;

- Amay
- Anthisnes
- Burdinne
- Clavier
- Engis
- Ferrières
- Hamoir
- Héron
- Huy
- Marchin
- Modave
- Nandrin
- Ouffet
- Tinlot
- Verlaine
- Villers-le-Bouillet
- Wanze